# Johan Wingård
Johan Wingård, född 19 april 1738 på Bräcke gård i Bottna församling av Kville pastorat i Bohuslän, död 12 januari 1818 i Göteborg, var en svensk biskop i Göteborgs stift, överhovpredikant, riksdagsman och ledamot av Svenska Akademien som förste innehavare av stol 6.
Han var far till landshövding Johan Didrik af Wingård och ärkebiskop Carl Fredrik af Wingård.

## Biografi

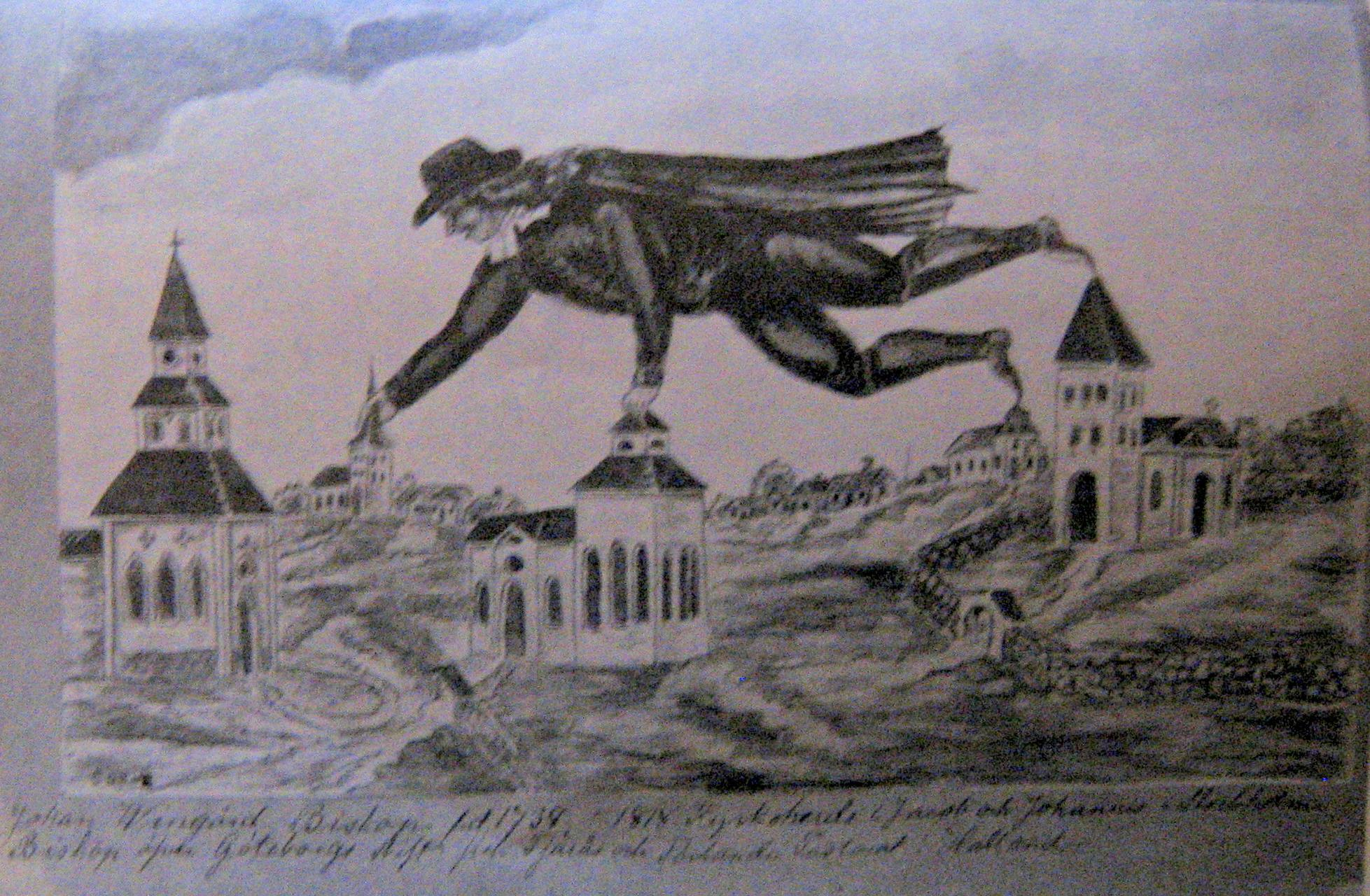
Den svävande biskop Wingård. Akvarell från början av 1800-talet i Kulturens samlingar.

Wingård studerade först på Göteborgs gymnasium, där han fick en välgörare i biskop Georg Wallin den yngre, och blev därefter student vid universitetet i Uppsala 1758 och fick ett kungligt stipendium. Han blev filosofie magister 1764, prästvigdes 1766 i Sankt Jacobs kyrka i Stockholm av biskop Erik Lamberg, huspredikant och informator hos kanslipresidenten greve von Höpken, därefter 1767 extra ordinarie hovpredikant hos kronprins Gustav, 1768 ordinarie samt 1773 biktfader och överhovpredikant hos änkedrottning Lovisa Ulrika. År 1775 utnämndes han till kyrkoherde i Jakobs församling i Stockholm, dessutom i Lovö församling 1777. Han kallades av Gustav III till en av kronprins Gustav Adolfs faddrar vid dennes dop den 10 november 1778 och han fick vid drottningens kyrktagning den 27 december 1778 mottaga Gustav III:s faddertecken. År 1779 blev han teologie doktor samt biskop i Göteborgs stift 1 juni 1780, då han vigdes av ärkebiskop Carl Fredrik Mennander i Stockholms Slottskyrka. Vid änkedrottningens frånfälle höll Wingård 31 juli 1782 likpredikan i Riddarholmskyrkan.
Vid sitt inträde i domkapitlet utnämnde Wingård inte mindre än 14 prostar, och de första åren tycks ha varit lugna. Han skriver: "Jag förde ett lyckligt liv, älskad av mitt prästerskap, högaktad av Göteborgs stad, fruktad i mitt consistorio, ty jag ägde ryggvärn i Stockholm och vid hovet". År 1785 råkade Wingård i konflikt med göteborgarna. Saken var att han efter att ha fått saken beviljad hos kungen själv sökte den lediga domprosttjänsten, samtidigt som han var biskop i Göteborg. Vid valförrättningen 22 april 1785, efter domprosten Ekeboms död, förklarades Wingård vald — utan att omröstning tilläts, och redan 3 maj fastställdes beslutet av Gustav III.
Wingård fick nu omfattande löneförmåner som kyrkoherde i elva församlingar, hyresinkomster från domprostgården med mera. Han var sedan tidigare kyrkoherde även i prebendepastoratet Tölö och dess annexförsamlingar Lindome och Älvsåker, varifrån han även kunde påräkna sig inkomster. Kritiken mot Wingård fick inget genomslag, och han fick behålla båda tjänsterna, men en rad karikatyrer med engelsk förebild över Wingård som pastoratsroffande biskop spreds i landet. Kulturen i Lund har en avbildning, andra exemplar finns på Åbo stads historiska museum, Malmö Museum och Biby fideikommiss i Södermanland.
Wingård tillhörde prästeståndet vid riksdagarna 1778 (utsedd som fullmäktig för Stockholms prästerskap), 1786, 1789, 1792 och 1800, vid de två sista även det sekreta utskottet.
Han utsågs till ledamot av Svenska Akademien, då denna stiftades 1786, som förste innehavare av stol nummer 6. Wingård blev ledamot av Nordstjärneorden 8 november 1784 samt kommendör där 28 april 1789 med valspråk Omnibus non placere. Han var ledamot av sällskapet Pro Patria och medlem i Svenska Frimurare Orden.

## Familj och släktförhållanden
Johan Wingårds var son till Didrik Hansson Wingård (1714–1772) och Inga Helena, född Qvildahl (1714–1796). Flera släktingar innehade kyrkoämbeten. Johan Wingårds farfar, Hans Gunnarsson Vingård (död 1734), blev komminister i Kville församling, och dennes farfar, den svenske stamfadern Anders Nilsson Wingård (död 1645), blev den fjärde kyrkoherden i Krokstads pastorat. Dessutom var Johan Wingård  ättling i sjunde led till Gude Axelsen Giedde. Släkten Wingård uppges ha invandrat från Danmark när Bohuslän tillhörde det landet. Anders Nilsson Wingårds far hette Niels Hansen Wingaard och var bosatt på Falster i Danmark (gift med Margrethe Sörensdatter). Även modern tillhörde en prästsläkt. Johan Wingård var ett av sju barn och äldst i syskonskaran. Han var morbror till Johan Börjesson.
Wingård gifte sig 14 september 1777 i Gottröra kyrka i Uppland med Fredrika af Darelli (1761–1809), dotter till assessorn Johan af Darelli och Johanna Margareta Faggot. De fick sönerna Carl Fredrik af Wingård och Johan Didrik af Wingård samt dottern Johanna Helena som gifte sig med översten, greve Wrangel. Den 16 november 1799 adlades hans barn för faderns förtjänster med namnet af Wingård, och introducerades på Riddarhuset samma år.
Makarna Wingård ligger begravda på Tölö kyrkogård.

## Utmärkelser
- Kommendör av Nordstjärneorden (28 april 1789; ledamot 8 november 1784)
- Riddare av Carl XIII:s orden
- Gustav III:s faddertecken
- Ledamot av Svenska Akademien (stol 6)